# Spoorlijn Noisy-le-Sec - Strasbourg-Ville
De spoorlijn Noisy-le-Sec - Strasbourg-Ville is een Franse spoorlijn die onder beheer staat van Réseau ferré de France (RFF). De lijn is een van de grote radialen van het Franse spoorwegnet, een van de belangrijkste spoorlijnen in het oosten van Frankrijk en is de klassieke spoorwegverbinding van Parijs naar Straatsburg, meer specifiek tussen de stations station Noisy-le-Sec en het station Strasbourg-Ville. De lijn is 493,7 km lang en heeft als lijnnummer 070 000.
De werken begonnen in 1845. De spoorlijn werd sectie per sectie geopend tussen 1849 en 1852 door de Compagnie du chemin de fer de Paris à Strasbourg, vanaf 1854 gekend als de Compagnie des chemins de fer de l'Est.
Tot de opening van de Ligne à Grande Vitesse of hogesnelheidslijn LGV Est op 9 juni 2007 was de lijn in gebruik als de verbindingsroute tussen de Franse en Europese hoofdstad, ook voor Trans Europ Express verbindingen (sinds 23 mei 1971, de introductie van de Kléber, en even later ook de Stanislas), vanaf 1989 Corail- en vanaf 2004 Téoz-verbindingen en uiteindelijk vanaf augustus 2006 TGV-verkeer. Aanvullend op het TGV aanbod op de LGV-lijn herstartte de SNCF in het weekend op de klassieke lijn op 12 december 2015 een goedkopere (en tragere) verbinding als Intercités 100% Éco.

## Aanleg
Het traject werd reeds in 1826 voorgesteld door de ingenieur Henri Navier, langs Vitry-le-François en Nancy. Het droeg de voorkeur van de militairen, maar lag omwille van de hogere kostprijs onder politieke druk, en moest optornen tegen een populair alternatief waar de verbinding met Straatsburg gerealiseerd zou worden door een aftakking van de lijn van Parijs naar Lyon in Dijon om vervolgens via Mulhouse Straatsburg te bereiken. Uiteindelijk kwamen de ministers Humann en Soult tot het besluit toch de route over Nancy te selecteren. De route werd vastgelegd en een aannemer werd toegewezen met wetgeving in 1845.
Vanuit Parijs werd vanaf de start van de werken eind 1845 oostwaarts gewerkt, waarbij in 1849 de verbinding naar Meaux op 5 juli 1849 in gebruik werd genomen, en op 26 augustus 1849 het traject al kon uitgebreid worden met bediening tot in het station van Épernay. Station Châlons-en-Champagne komt in gebruik op 10 november 1849, men bereikt op 5 september 1850 Vitry-le-François. Een tweede werf halfweg het traject zorgde voor de afwerking op 10 juli 1850 voor de verbinding tussen Nancy en Frouard. Intussen was een derde werf opgestart om ook vanuit Straatsburg in westelijke richting de verbinding te realiseren. Op 27 mei 1851 kan men vanuit Parijs al tot Bar-le-Duc sporen, twee dagen later op 29 mei 1851 wordt een eerste traject van Straatsburg mogelijk, tot Sarrebourg. De volgende mijlpaal is de verlenging van Bar-le-Duc naar Commercy op 15 november 1851. De twee resterende trajecten die de drie segmenten verbinden worden beide in de zomer van 1852 afgewerkt. Commercy wordt met Frouard op 19 juni 1852 verbonden, de laatste ontbrekende schakel tussen Nancy en Sarrebourg volgt op 12 augustus 1852.

## Traject

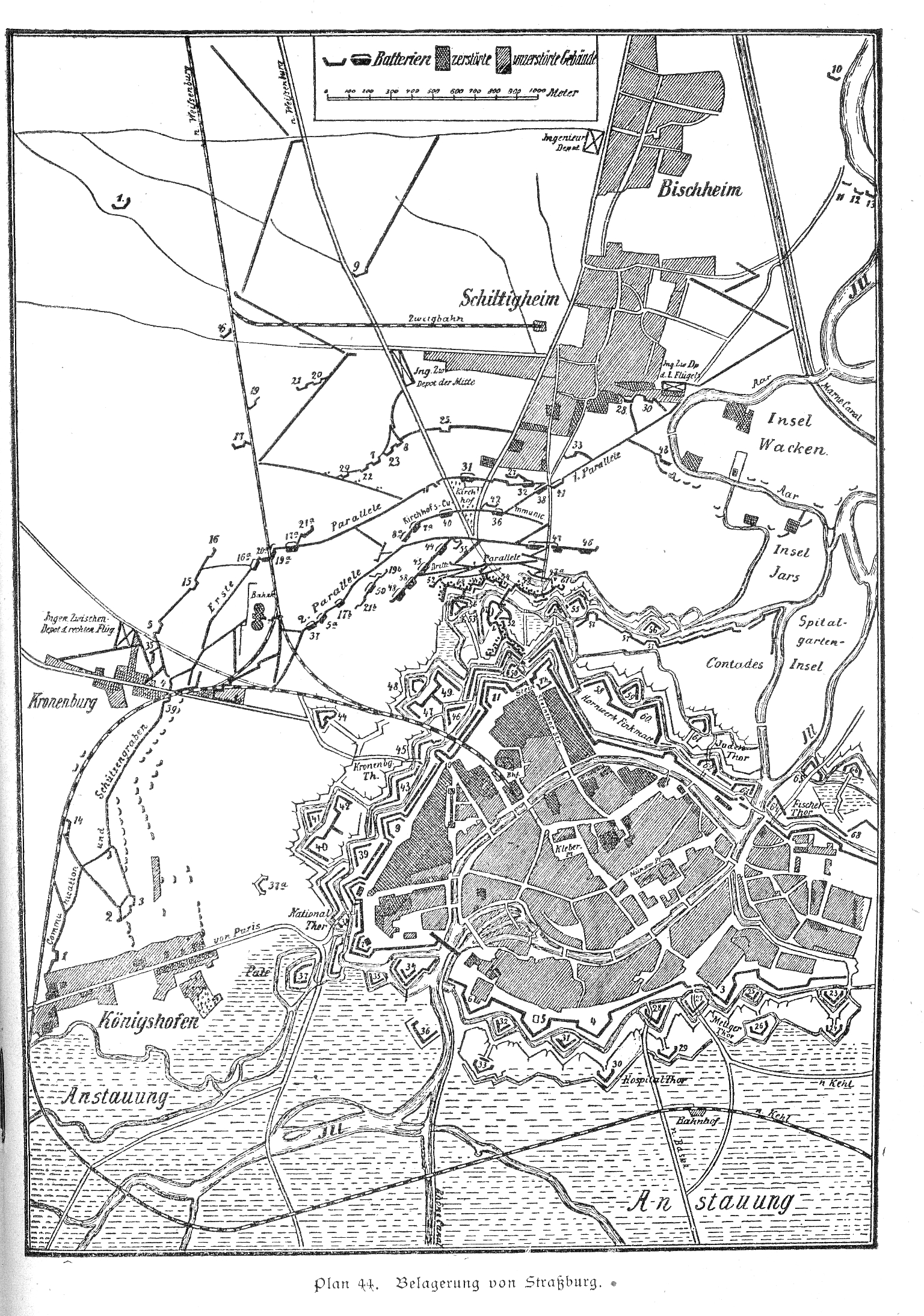
De spoorsituatie rond Straatsburg in 1870.

Voor een langeafstandslijn uit de 19e eeuw is het traject bijzonder rechtlijnig en doordacht geselecteerd, de beperkte hellingsgraden (voor het grootste deel van het traject overschrijden deze nooit de 6 mm/m, enkel tussen Bar-le-Duc en Lérouville stijgen deze tot 8 mm/m voor de passage door de Côtes de Meuse) en de brede bochten laten snelheden toe op het grootste deel van het traject tot 160 km/h.
Tussen 1892 en 1930 werd het gedeelte tussen Vitry-le-François en Lérouville op 4 sporen gebracht om met name strategische redenen. Kort na de Tweede Wereldoorlog werd dit weer teruggebracht naar twee sporen, met uitzondering van het gedeelte tussen Nançois-Tronville en Lérouville dat op drie sporen werd gebracht.
De in 2007 afgewerkte hogesnelheidslijn LGV Est ontdubbelt zich pas van het klassieke traject in de vallei van de Marne en na de passage door het station Vaires-Torcy.
Het klassieke traject bevat 12 tunnels met een gecombineerde lengte van 8.455 meter, wat neerkomt op 1,7% van het totale traject. Bij Arzviller liggen de spoorwegtunnel en de tunnel voor het Marne-Rijnkanaal vlak naast elkaar. De tunnels van Arzviller dienen voor de passage door de Vogezen en de 2.690 meter lange treintunnel is de langste van de zes treintunnels in de Vogezen (en van alle tunnels) op het traject.

## Treindiensten
De SNCF verzorgt het personenvervoer op dit traject met TGV, Transilien, RER en TER treinen.
| Serie              | Treinsoort                         | Route | Bijzonderheden                                                                             |
| ------------------ | ---------------------------------- | --- | ------------------------------------------------------------------------------------------ |
| TGV 2400           | TGV (SNCF)                         | Paris Est – Champagne-Ardenne TGV – Meuse TGV – Strasbourg-Ville |                                                                                            |
| TGV 2500           | TGV (SNCF)                         | Paris Est – Meuse TGV – Nancy-Ville – Épinal – [ Remiremont ] / [ Saint-Dié-des-Vosges ] | Een trein naar Remiremont / Saint-Dié-des-Vosges                                           |
| TGV 2600           | TGV (SNCF)                         | Paris Est – Metz-Ville |                                                                                            |
| TGV 2700           | TGV (SNCF)                         | Paris Est – Reims – Rethel – Charleville-Mézières – Sedan |                                                                                            |
| TGV 2750           | TGV (SNCF)                         | Paris Est – Champagne-Ardenne TGV – Châlons-en-Champagne |                                                                                            |
| TGV 2820           | TGV (SNCF)                         | Paris Est – Metz-Ville – Thionville – Luxemburg |                                                                                            |
| TGV 7680           | TGV (SNCF)                         | Paris Est – Champagne-Ardenne TGV – Nancy-Ville |                                                                                            |
| Ouigo 7690         | TGV (SNCF)                         | Paris Est – [ Metz-Ville ] / [ Lorraine TGV ] – Strasbourg-Ville | drie treinen per dag                                                                       |
| TGV 9560 ICE 82    | TGV / InterCityExpress (SNCF / DB) | Paris Est – Forbach – Saarbrücken Hbf – Kaiserslautern Hbf – Mannheim Hbf – Frankfurt (Main) Hbf | Rijdt éénmaal per vier uur. Één trein per dag stopt in Forbach.                            |
| TGV 9570 ICE 83    | TGV (SNCF)                         | Paris Est – Strasbourg-Ville – Karlsruhe Hbf – Stuttgart Hbf – Ulm Hbf – Augsburg Hbf – München Hbf |                                                                                            |
| TGV 9800           | TGV (SNCF)                         | [ Luxemburg – Thionville – Metz-Ville – Strasbourg-Ville – Mulhouse-Ville – Belfort-Montbéliard TGV – Besançon Franche-Comté TGV – Dijon-Ville – Mâcon-Ville – ] / [ Brussel-Zuid – Lille-Europe – Arras – TGV Haute-Picardie – Aéroport Charles-de-Gaulle 2 TGV – [ Champagne-Ardenne TGV – Meuse TGV – Lorraine TGV – Strasbourg-Ville ] / [ Marne-la-Vallée - Chessy – [ Massy TGV – Le Mans – [ Laval – Rennes ] / [ Angers-Saint-Laud – Nantes ] ] / [ Creusot TGV – ] Lyon-Part-Dieu – [ Avignon TGV – Marseille Saint-Charles ] / [ Montpellier-Saint-Roch – Perpignan ] ] | Dagelijkse verbinding met Montpellier en Marseille. Perpignan - Brussel tweemaal per week. |
| NJ 40400           | ÖBB Nightjet (ÖBB)                 | Paris-Est – Straatsburg – Frankfurt (Main) Süd – Erfurt Hbf – Halle (Saale) Hbf – Berlijn Hbf |                                                                                            |
| TER 86300 RE 19    | TER (SNCF)                         | Strasbourg-Ville – Mommenheim – Sarreguemines – Saarbrücken Hbf | Rijdt eenmaal per dag.                                                                     |
| TER 830300         | TER (SNCF)                         | Metz-Ville – Réding – Saverne – Strasbourg-Ville |                                                                                            |
| TER 830500         | TER (SNCF)                         | Strasbourg-Ville – Haguenau – Wissembourg |                                                                                            |
| TER 830900         | TER (SNCF)                         | Strasbourg-Ville – Kalhausen – Sarreguemines |                                                                                            |
| TER 832900         | TER (SNCF)                         | Strasbourg-Ville – Haguenau – Niederbronn-les-Bains |                                                                                            |
| TER 833200         | TER (SNCF)                         | Nancy-Ville – Longuyon – Longwy |                                                                                            |
| TER 833600         | TER (SNCF)                         | Bar-le-Duc – Commercy – Toul – Nancy-Ville – Lunéville |                                                                                            |
| TER 834100         | TER (SNCF)                         | Nancy-Ville – Lunéville – Baccarat – Raon-l'Étape – Saint-Dié-des-Vosges |                                                                                            |
| TER 835600         | TER (SNCF)                         | Révigny – Bar-le-Duc – Commercy – Toul – Nancy-Ville |                                                                                            |
| TER 835800         | TER (SNCF)                         | Nancy-Ville – Blainville-Damelevières – Charmes – Épinal – Remiremont |                                                                                            |
| TER 837500         | TER (SNCF)                         | Nancy-Ville – Frouard – Pont-à-Mousson – Pagny-sur-Moselle – Metz-Ville |                                                                                            |
| TER 839700         | TER (SNCF)                         | Reims – Châlons-en-Champagne – Saint-Dizier |                                                                                            |
| TER 839800         | TER (SNCF)                         | Reims – Châlons-en-Champagne – Saint-Dizier – Joinville – Chaumont |                                                                                            |
| RE 88500 TER 88500 | RegionalExpress (CFL)              | Luxemburg – Thionville – Metz-Ville – Nancy-Ville |                                                                                            |
| K 1                | TER (SNCF)                         | Paris-Est – Épernay – Châlons-en-Champagne – [ Saint-Dizier ] / [ Bar-le-Duc – Commercy – Toul – Nancy-Ville – Lunéville – Sarrebourg – Saverne – Strasbourg-Ville ] | 1 dagelijkse trein Parijs - Straatsburg v.v.                                               |
| K 31               | TER (SNCF)                         | Nancy-Ville – Lunéville – Sarrebourg – Saverne – Strasbourg-Ville |                                                                                            |
| C 40               | TER (SNCF)                         | Metz-Ville – Pagny-sur-Moselle – Pont-à-Mousson – Nancy-Ville – Charmes – Épinal – Remiremont |                                                                                            |
| C 41               | TER (SNCF)                         | Nancy-Ville – Varangéville - Saint-Nicolas – Dombasle-sur-Meurthe – Rosières-aux-Salines – Blainville - Damelevières – Lunéville |                                                                                            |
| C 43               | TER (SNCF)                         | Nancy-Ville – Charmes – Épinal |                                                                                            |
| C 44               | TER (SNCF)                         | Nancy-Ville – Jarville-la-Malgrange – Neuves-Maisons – Pont-Saint-Vincent |                                                                                            |
| P 45               | TER (SNCF)                         | Nancy-Ville – Toul – Neufchâteau |                                                                                            |
| Trans P            | Transilien (SNCF)                  | [ Paris Est – [ Esbly – Meaux ] / [ Meaux – [ Château-Thierry ] / [ La Ferté-Milon ] ] / [ [ Coulommiers ] / [ Provins ] ] ] / [ Esbly – Crécy-la-Chapelle ] |                                                                                            |
| RER E              | RER (SNCF)                         | Nanterre-La Folie – La Défense – Neuilly - Porte Maillot – Haussmann Saint-Lazare – Magenta – Noisy-le-Sec – [ Gagny – Chelles-Gournay ] / [ Nogent - Le Perreux – Villiers-sur-Marne - Le Plessis-Trévise – Émerainville - Pontault-Combault – Gretz-Armainvilliers – Tournan ] |                                                                                            |

## Aansluitingen
In de volgende plaatsen is of was er een aansluiting op de volgende spoorlijnen:
Noisy-le-Sec
RFN 001 000, spoorlijn tussen Paris-Est en Mulhouse-Ville
Bondy
RFN 958 000, spoorlijn tussen Bondy en Aulnay-sous-Bois
RFN 990 311, raccordement van Noisy-le-Sec
Le Chénay-Gagny
RFN 991 300, raccordement van Gagny-Tronc-Commun
Vaires-Torcy
RFN 005 000, spoorlijn tussen Parijs en Straatsburg (LGV)
RFN 070 906, bedieningsspoor van de particuliere aansluitingen ZI de Chelles
RFN 070 908, lus van Vaires
Esbly
RFN 071 000, spoorlijn tussen Esbly en Crécy-la-Chapelle
Trilport
RFN 072 000, spoorlijn tussen Trilport en Bazoches
Château-Thierry
RFN 070 606, stamlijn Château-Thierry
RFN 073 000, spoorlijn tussen Château-Thierry en Oulchy-Breny
Mézy
RFN 004 000, spoorlijn tussen Mézy en Romilly-sur-Seine
Épernay
RFN 074 000, spoorlijn tussen Épernay en Reims
RFN 074 306, raccordement van Épernay
Oiry-Mareuil
RFN 010 000, spoorlijn tussen Oiry-Mareuil en Romilly-sur-Seine
RFN 010 306, raccordement van Oiry-Mareuil
Châlons-en-Champagne
RFN 070 611, stamlijn Châlons-en-Champagne
RFN 081 000, spoorlijn tussen Châlons-en-Champagne en Reims-Cérès
Coolus
RFN 006 000, spoorlijn tussen Coolus en Sens
RFN 070 326, raccordement van Coolus
Vitry-le-François
RFN 007 000, spoorlijn tussen Fère-Champenoise en Vitry-le-François
RFN 013 000, spoorlijn tussen Vallentigny en Vitry-le-François
Blesme-Haussignémont
RFN 020 000, spoorlijn tussen Blesme-Haussignémont en Chaumont
RFN 022 300, raccordement direct van Blesme-Haussignémont
Revigny
RFN 021 300, raccordement van Revigny 3
RFN 021 302, raccordement van Revigny 2
RFN 021 303, raccordement van Revigny 4
RFN 019 000, spoorlijn tussen Revigny en Saint-Dizier
RFN 210 000, spoorlijn tussen Amagne-Lucquy en Revigny
Nançois-Tronville
RFN 027 000, spoorlijn tussen Nançois-Tronville en Neufchâteau
Lérouville
RFN 087 300, raccordement van Lérouville 1
RFN 088 000, spoorlijn tussen Lérouville en Pont-Maugis
RFN 089 000, spoorlijn tussen Lérouville en Metz-Ville
RFN 089 306, raccordement van Lérouville 2
Sorcy
RFN 015 000, spoorlijn tussen Jessains en Sorcy
Pagny-sur-Meuse
RFN 026 000, spoorlijn tussen Bologne en Pagny-sur-Meuse
Toul
RFN 032 000, spoorlijn tussen Culmont-Chalindrey en Toul
RFN 039 000, spoorlijn tussen Toul en Rosières-aux-Salines
RFN 070 331, raccordement van Toul 1
RFN 070 953, fly-over van Toul
Frouard
RFN 070 336, raccordement direct van Frouard
RFN 090 000, spoorlijn tussen Frouard en Novéant
Champigneulles
RFN 078 000, spoorlijn tussen Champigneulles en Houdemont
RFN 097 000, spoorlijn tussen Champigneulles en Sarralbe
Jarville-la-Malgrange
RFN 040 000, spoorlijn tussen Jarville-la-Malgrange en Mirecourt
Rosières-aux-Salines
RFN 039 000, spoorlijn tussen Toul en Rosières-aux-Salines
Blainville-Damelevières
RFN 042 000, spoorlijn tussen Blainville-Damelevières en Lure
RFN 043 300, raccordement van Blainville
Mont-sur-Meurthe
RFN 065 000, spoorlijn tussen Mont-sur-Meurthe en Bruyères
Lunéville
RFN 067 000, spoorlijn tussen Lunéville en Saint-Dié-des-Vosges
Igney-Avricourt
RFN 069 000, spoorlijn tussen Igney-Avricourt en Cirey
Nouvel-Avricourt
RFN 100 000, spoorlijn tussen Nouvel-Avricourt en Bénestroff
Réchicourt-le-Château
RFN 070 338, raccordement van Réchicourt-le-Château
Sarrebourg
RFN 106 000, spoorlijn tussen Sarrebourg en Abreschviller
RFN 114 300, raccordement tussen Sarrebourg en Sarraltroff
Réding
RFN 140 000, spoorlijn tussen Réding en Metz-Ville
RFN 167 000, spoorlijn tussen Réding en Diemeringen
Lutzelbourg
RFN 157 000, spoorlijn tussen Lutzelbourg en Drulingen
Saverne
RFN 111 000, spoorlijn tussen Sélestat en Saverne
RFN 111 064, raccordement van Saverne
Steinbourg
RFN 160 000, spoorlijn tussen Steinbourg en Schweighouse-sur-Moder
Mommenheim
RFN 070 341, raccordement militaire van Mommenheim
RFN 161 000, spoorlijn tussen Mommenheim en Sarreguemines
Vendenheim
RFN 005 000, spoorlijn tussen Parijs en Straatsburg (LGV)
RFN 146 000, spoorlijn tussen Vendenheim en Wissembourg
Hausbergen
RFN 138 000, spoorlijn tussen Graffenstaden en Hausbergen
RFN 139 300, raccordement tussen Hausbergen en Strasbourg-Cronenbourg V1C
RFN 139 301, raccordement tussen Hausbergen en Strasbourg-Cronenbourg spoor H
RFN 145 306, raccordement van Bischheim
Strasbourg-Ville
RFN 070 346, raccordement tussen Strasbourg-Cronenbourg en Strasbourg-Ville
RFN 110 000, spoorlijn tussen Strasbourg-Ville en Saint-Dié-des-Vosges
RFN 115 000, spoorlijn tussen Strasbourg-Ville en Saint-Louis
RFN 142 000, spoorlijn tussen Strasbourg-Ville en Strasbourg-Port-du-Rhin
RFN 145 000, spoorlijn tussen Straatsburg en Lauterbourg

## Galerij

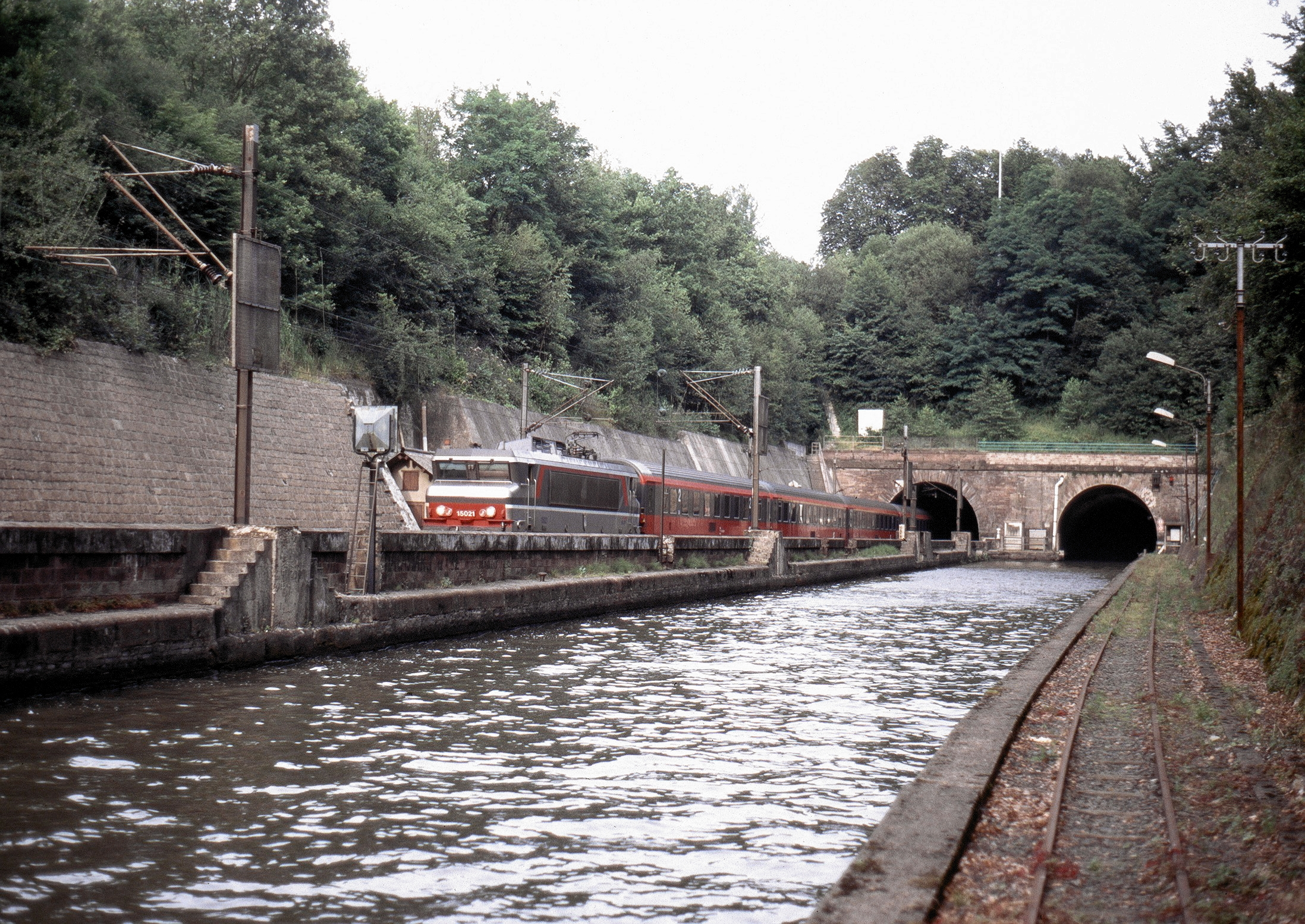
treintunnel en kanaaltunnel bij Arzviller
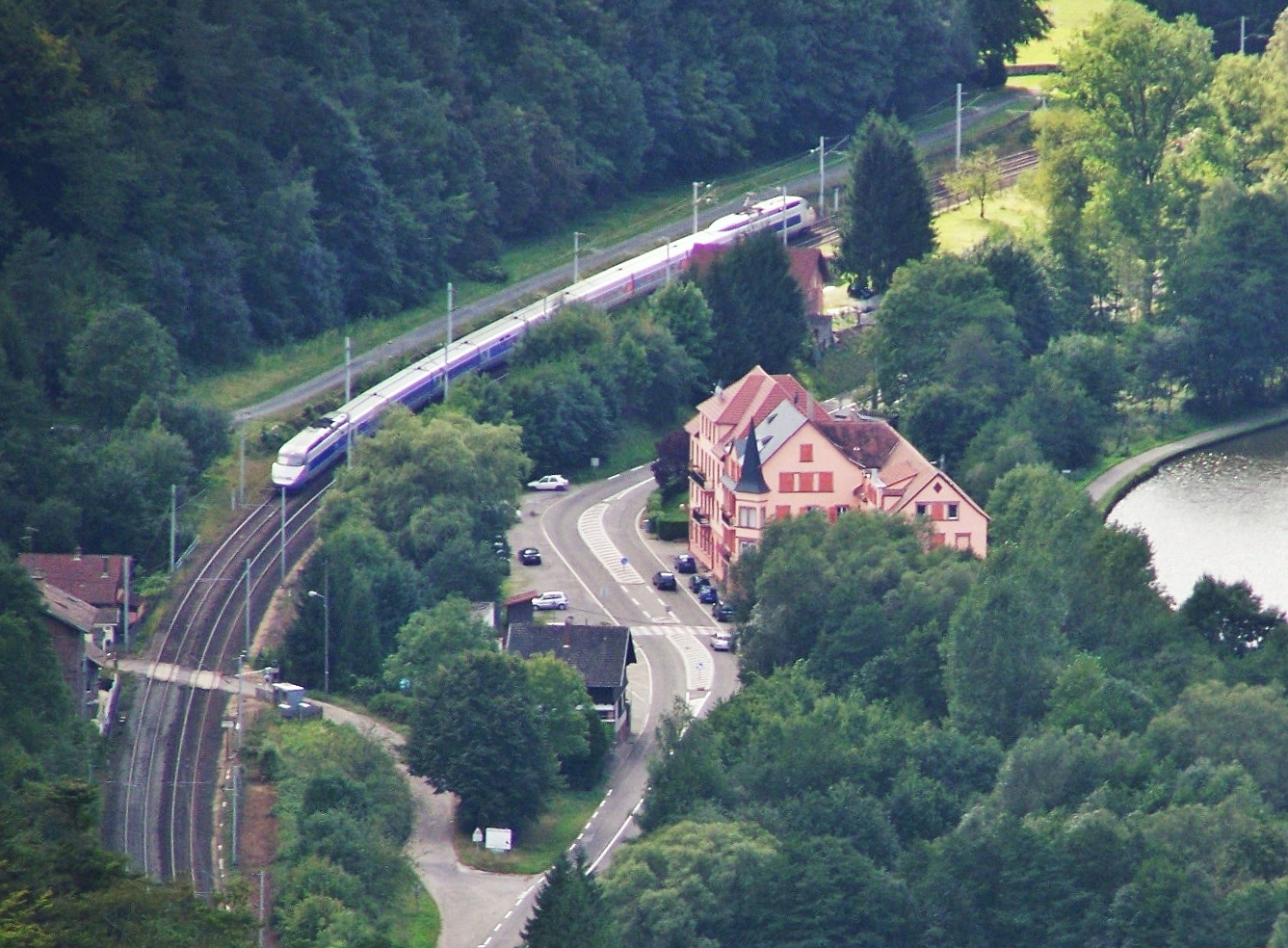
TGV bij Saverne
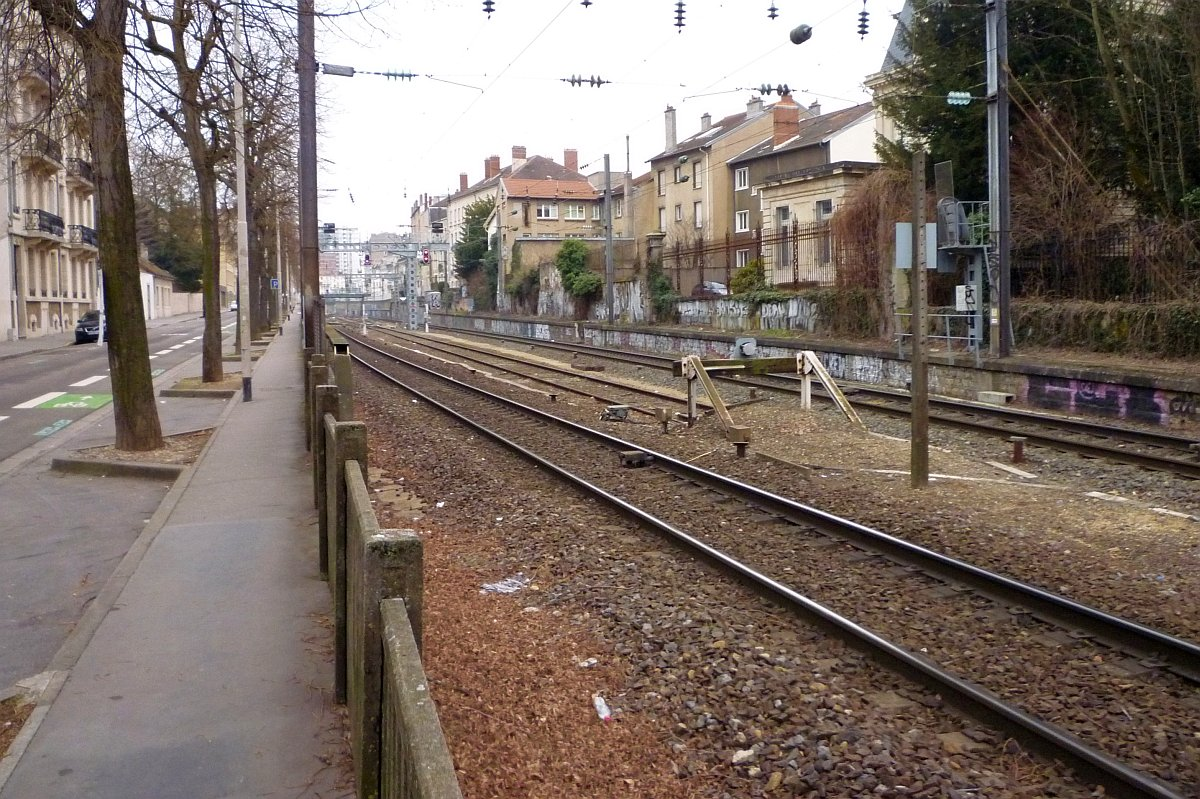
De lijn in Nancy
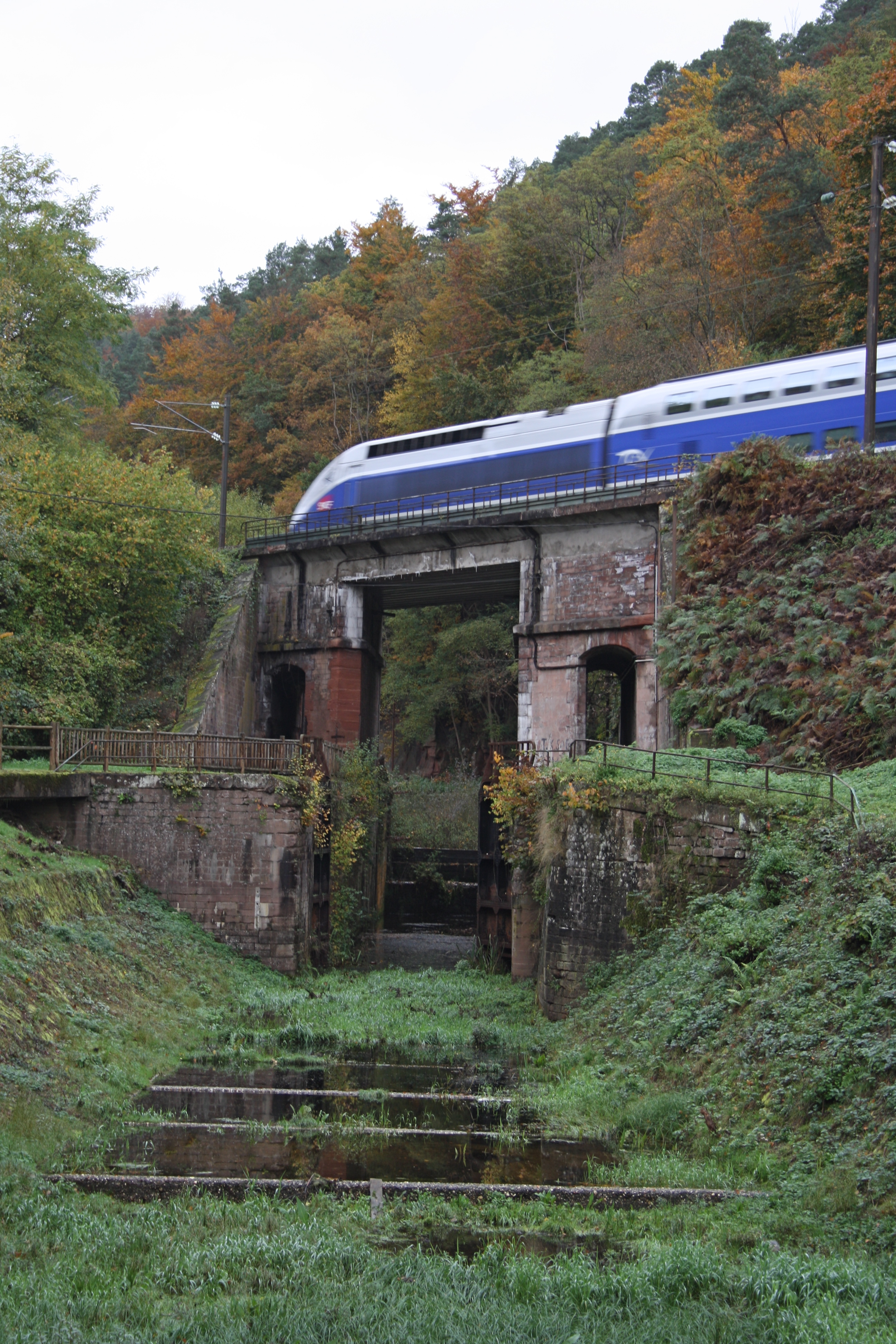
Voormalige sluizen bij Arzviller